# Swiss Library Service Platform
Swiss Library Service Platform (SLSP) est un réseau de bibliothèques (de) en Suisse. Officiellement lancé en décembre 2020 pour remplacer Swissbib, il rassemble 501 bibliothèques universitaires et scientifiques du pays, notamment celles qui faisaient partie de RERO,,, d'IDS, ou de NEBIS.
Sous la forme juridique d'une société anonyme, il propose, grâce à un outil de découverte nommé swisscovery, un accès centralisé aux collections des bibliothèques membres.

## Historique
Le projet SLSP a été lancé en 2015 par 15 bibliothèques universitaires suisses, les bibliothèques des universités de Bâle, Berne, Fribourg, Genève, Saint-Gall et Zurich, celle de l'Université de la Suisse italienne, celles des Hautes Écoles spécialisées de Berne, de la Suisse occidentale, de la Suisse orientale, et de Zurich, de l’École Polytechnique Fédérale de Zurich, de la Haute École d'Art de Zurich, de la bibliothèque centrale et universitaire de Lucerne, et de la bibliothèque centrale de Zurich, avec le soutien de l'association faîtière des universités suisses Swissuniversities.
La société SLSP SA est créée le 30 mai 2017 avec les 15 institutions fondatrices comme actionnaires. Un appel d'offres début 2018 aboutit au choix des outils Alma/Primo de la société Ex Libris. Le réseau entre en activité le 7 décembre 2020. Ce jour-là à 10 h, l'outil de découverte swisscovery est mis en ligne et accessible au public.
Pour la première fois, les bibliothèques de la plupart des universités et hautes écoles suisses (à l'exception de la Bibliothèque cantonale et universitaire de Lausanne) sont accessibles via un seul et même réseau. Entre décembre 2020 et juillet 2021, 14,3 millions de visites ont été enregistrées sur swisscovery et 140 000 médias ont été envoyés dans toute la Suisse via le service de navette national SLSP Courier. La centralisation de la gestion des comptes des lecteurs apportée par SLSP permet aux membres des universités et hautes écoles suisses de pouvoir utiliser les services de toutes les bibliothèques SLSP sans devoir se réinscrire ou créer un nouveau compte dans les autres institutions membres.
L'introduction de SLSP est critiquée car le réseau n'intègre pas les bibliothèques non-universitaires, ce qui aboutit à deux systèmes séparés pour les lecteurs dans les cantons de Neuchâtel, Fribourg, du Jura et du Valais ,. À Neuchâtel et la Chaux-de-Fonds, le nouveau système de gestion annoncé alors en 2019 par le Réseau des bibliothèques de Suisse occidentale (qui deviendra RERO+), était projeté comme plus convivial et intuitif pour les usagers des bibliothèques de lecture publique. Le canton de Vaud a lui choisi de se retirer du Réseau des bibliothèques de Suisse occidentale pour fonder son propre réseau de bibliothèques en mars 2014, Renouvaud (dont ses ressources sont partiellement accessibles via swisscovery). Les prix plus élevés des prêts inter-bibliothèques à la suite de l'introduction de SLSP font également réagir.
En avril 2022, la Bibliothèque de la place Guisan et le réseau de bibliothèques Alexandria rejoignent SLSP. C'est ensuite le Réseau des bibliothèques d'Argovie qui intègre SLSP en septembre 2023. En mars 2024, la Bibliothèque de l'Université du Liechtenstein rejoint également SLSP.

## Description
SLSP a choisi la plateforme Alma de la société Ex Libris pour gérer son catalogue entièrement dans le cloud. Son outil de découverte swisscovery fonctionne sur Primo VE, également produit par Ex Libris.
Une partie des bibliothèques du réseau participent au service SLSP Courier, qui offre un service de prêt entre bibliothèques, de numérisation et d'envoi de documents à domicile.
Le bureau central du Consortium des bibliothèques universitaires suisses est géré par SLSP.

### Services aux bibliothèques
SLSP propose des services spécifiques pour les bibliothèques académiques :
- Un outil de découverte commun ainsi que des instances locales
- Des instances spécifiques pour les bibliographies et les ressources patrimoniales
- Un service de prêt entre bibliothèques national
- Une gestion centralisée de facturation pour les frais et rappels
- Une gestion centralisée des comptes des lecteurs
- Un service d’authentification pour l’utilisation de ressources sous licence
- Des formations initiales et continues pour le personnel des bibliothèques